# Kim Ji-hun (Fußballspieler, 1992)
Kim Ji-hun (kor. 김지훈; * 24. Mai 1992) ist ein südkoreanischer Fußballspieler.

## Karriere
Kim Ji-hun stand bis Ende 2017 in Thailand beim Ayutthaya FC unter Vertrag. Wo er vorher gespielt hat, ist unbekannt. Der Verein aus Ayutthaya spielte 2017 in der dritten Liga, der Thai League 3, in der Upper-Region. 2018 wechselte er zum Nongbua Pitchaya FC. Mit dem Klub aus Nong Bua Lamphu spielte er in der zweiten thailändischen Liga, der Thai League 2. Nach der Hinserie wurde sein Vertrag nicht verlängert. Im Juli 2018 kehrte er nach Südkorea zurück. Hier wurde er bis Ende 2018 vom Busan Transportation Corporation FC unter Vertrag genommen. Der Verein aus Busan spielte in der dritten Liga, der K3 League. Ende 2018 wurde sein Vertrag nicht verlängert. Seit Anfang 2019 ist er vertrags- und vereinslos.